# Lignosus
Lignosus is een geslacht van schimmels behorend tot de familie Polyporaceae. De typesoort is Lignosus sacer.

## Soorten
Volgens Index Fungorum telt het geslacht acht soorten (peildatum februari 2023):
| Soortnaam             | Auteur(s)               | Publicatiejaar |
| --------------------- | ----------------------- | -------------- |
| Lignosus cameronensis | Chon S. Tan             | 2013           |
| Lignosus dimiticus    | Ryvarden                | 1975           |
| Lignosus ekombitii    | Douanla-Meli            | 2003           |
| Lignosus goetzei      | (Henn.) Ryvarden        | 1972           |
| Lignosus hainanensis  | B.K. Cui                | 2011           |
| Lignosus rhinocerus   | (Cooke) Ryvarden        | 1972           |
| Lignosus sacer        | (Afzel. ex Fr.) Torrend | 1920           |
| Lignosus tigris       | Chon S. Tan             | 2013           |